# トーンガット山脈
トーンガット山脈（トーンガト山脈、英語: Torngat Mountains、フランス語: monts Torngat）はカナダ東部・ラブラドール半島の北部に位置する山脈。ラブラドール地方（ニューファンドランド・ラブラドール州）の北端部、およびノード・デュ・ケベック地域（ケベック州東北部）にまたがる。また、エルズミーア島から始まりデヴォン島、バフィン島とつながるアトランティック・コルディレラ山脈の最南部にあたる。トーンガット山脈が形成する細い半島はアンガヴァ湾（Ungava Bay）を大西洋（ラブラドル海）から分けている。
山脈の56%はケベック州に属し、44%はニューファンドランド・ラブラドール州に属する。また残りの1%である最北端部の一部はヌナブト準州に属している。トーンガット山脈は、低い部分も含めると面積は30,067平方kmに達し、北端のチドリー岬（Cape Chidley）からヘブロン・フィヨルド（Hebron Fjord）まで南北300kmにわたり延びている。トーンガット山脈の高い峰のいくつかは北米大陸東部の最高峰になっている。

## 地形
最高地点はカウブヴィック山（Mount Caubvik、かつてはフランスの探検家ピエール・ル・モイン・ディベルヴィユを記念しモン・ディベルヴィユとも呼ばれていた）で、標高1,652m。トーンガット山脈は北極樹木限界より北に当たるため、木は生えていない。州境のケベック側には永久凍土が続き、ラブラドール側には途切れ途切れだが広い範囲に永久凍土が広がっている。トーンガット山脈を形成する岩石は地球上でも最も古く、その起源は39億年以上前に遡る。標高およそ300mを超える部分はほとんどが岩の荒地である。
トーンガット山脈の高い峰

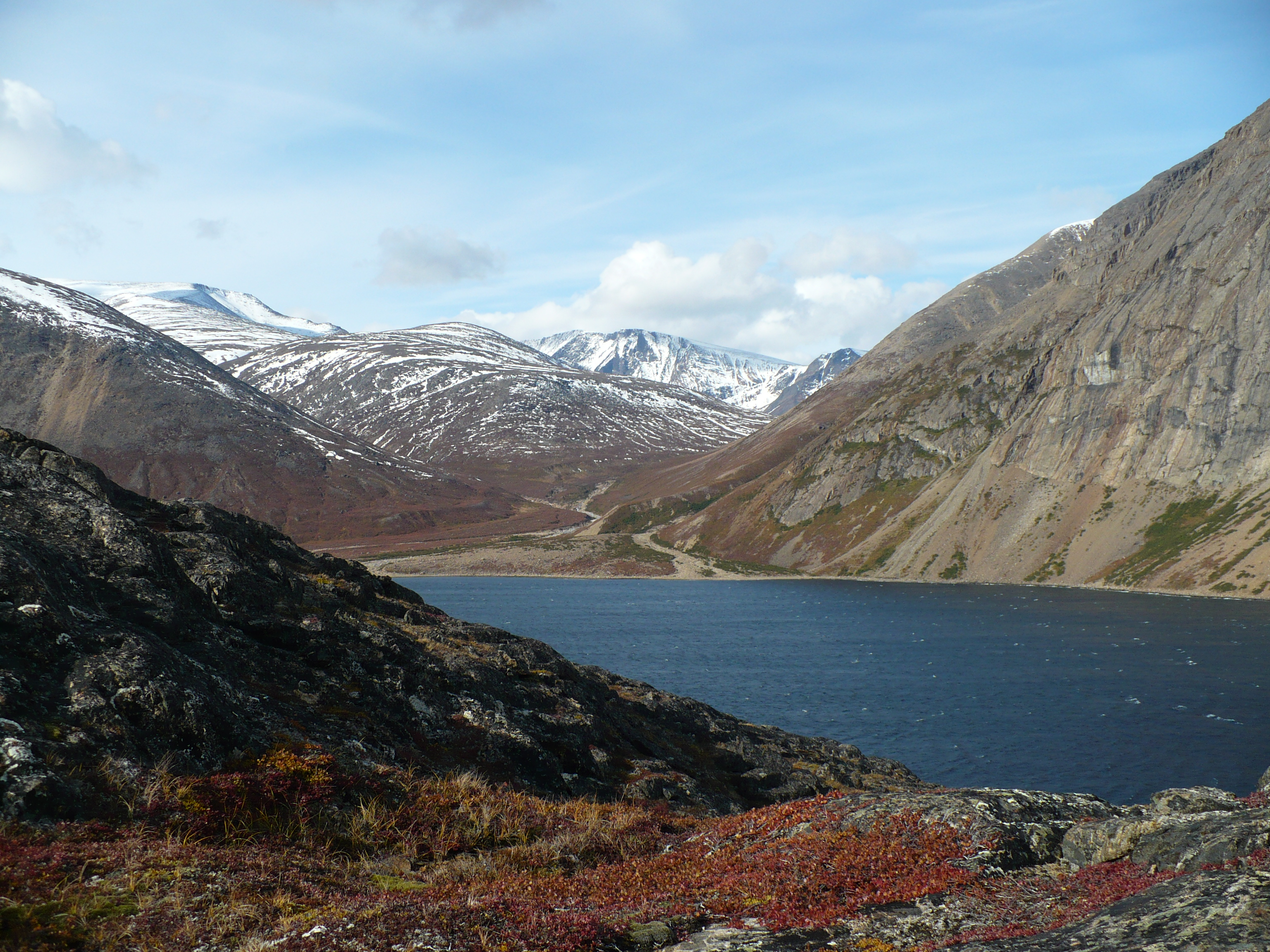
トーンガット山脈のフィヨルド

1. カウブヴィック山　Mount Caubvik　（1,652m）
2. トーンガーソーク山　Torngarsoak Mountain　（1,595m）
3. シルク山　Cirque Mountain　（1,568m）
4. ピーク5100　Peak 5100 (24I/16)　（1,554m以上 / 5,100フィート以上）
5. ピーク5074　Peak 5074　（1,547m）
6. エアハート山　Mount Erhart　（1,539m）
7. ジェンズ・ヘイヴン　Jens Haven　（1,531m）
8. ピーク5000　Peak 5000 (24P/01)　（1,524m以上 / 5,000フィート以上）
9. ピーク5000　Peak 5000 (24I/16)　（1,524m以上 / 5,000フィート以上）
10. イヌイット山　Innuit Mountain　（1,509m）

## 氷河作用
トーンガット山脈の山並は深いフィヨルドや、「フィンガー・レイク」（finger lake）と呼ばれる切り立った断崖に囲まれた手の指状に分かれた細長い湖によって分断されている。これらフィヨルドや湖は氷河作用によって形成された。この山脈を含む一帯はかつて巨大な氷床に覆われていた（最後の氷期の際はその範囲は小さくなっていた）が、これが流れる際に切り立った長い谷が削られた。
現在ではトーンガット山脈には70以上の氷河が存在する。ただしどれも小規模ではある。

## 植物相と動物相
トナカイがトーンガット山脈を移動しながら生息している。カナダの北極圏に見られる多くの種の植物がこの山脈でも生えている。

## 人間の歴史
トーンガット（Torngat）とは、イヌクティトゥット語で「たましい」を意味する。
2005年にはトーンガット山脈国立公園保護区が成立した。これはトナカイ、ホッキョクグマ、ハヤブサなどの野生生物を保護し、一方で自然を体験する観光活動を案内するためのものである。